# Mirja Salkinoja-Salonen
Mirja Sinikka Salkinoja-Salonen, född 18 maj 1940 i Hauho, är en finländsk mikrobiolog. 
Salkinoja var 1963–1970 verksam som forskare och assistent i biokemi vid Vrije Universiteit Amsterdam, där hon blev filosofie doktor 1971. Hon blev biträdande professor vid Helsingfors universitet 1974, professor i mikrobiologi där 1992 och var forskarprofessor vid Finlands Akademi 1995–2000. Hon har bedrivit forskning inom tillämpad mikrobiologi, främst livsmedelsteknologi och -säkerhet, processteknologi och bionedbrytning. Hon har publicerat över 300 vetenskapliga artiklar och medverkat i 20 läroböcker. Hon har sedan sin ungdom varit aktiv inom miljörörelsen och verkat för miljövänliga teknologier.